# Християнсько-демократична народна партія (Молдова)
Християнсько-демократична народна партія (рум. Partidul Popular Creştin Democrat, PPCD) — політична партія в Молдові. Відноситься до правоцентристської, консервативної і християнсько-демократичної частини політичного спектру. Входить до Центристського демократичного інтернаціоналу, спостерігач Європейської народної партії.